# Aloe bulbillifera
Aloe bulbillifera là một loài thực vật có hoa trong họ Măng tây. Loài này được H.Perrier mô tả khoa học đầu tiên năm 1926.

## Hình ảnh

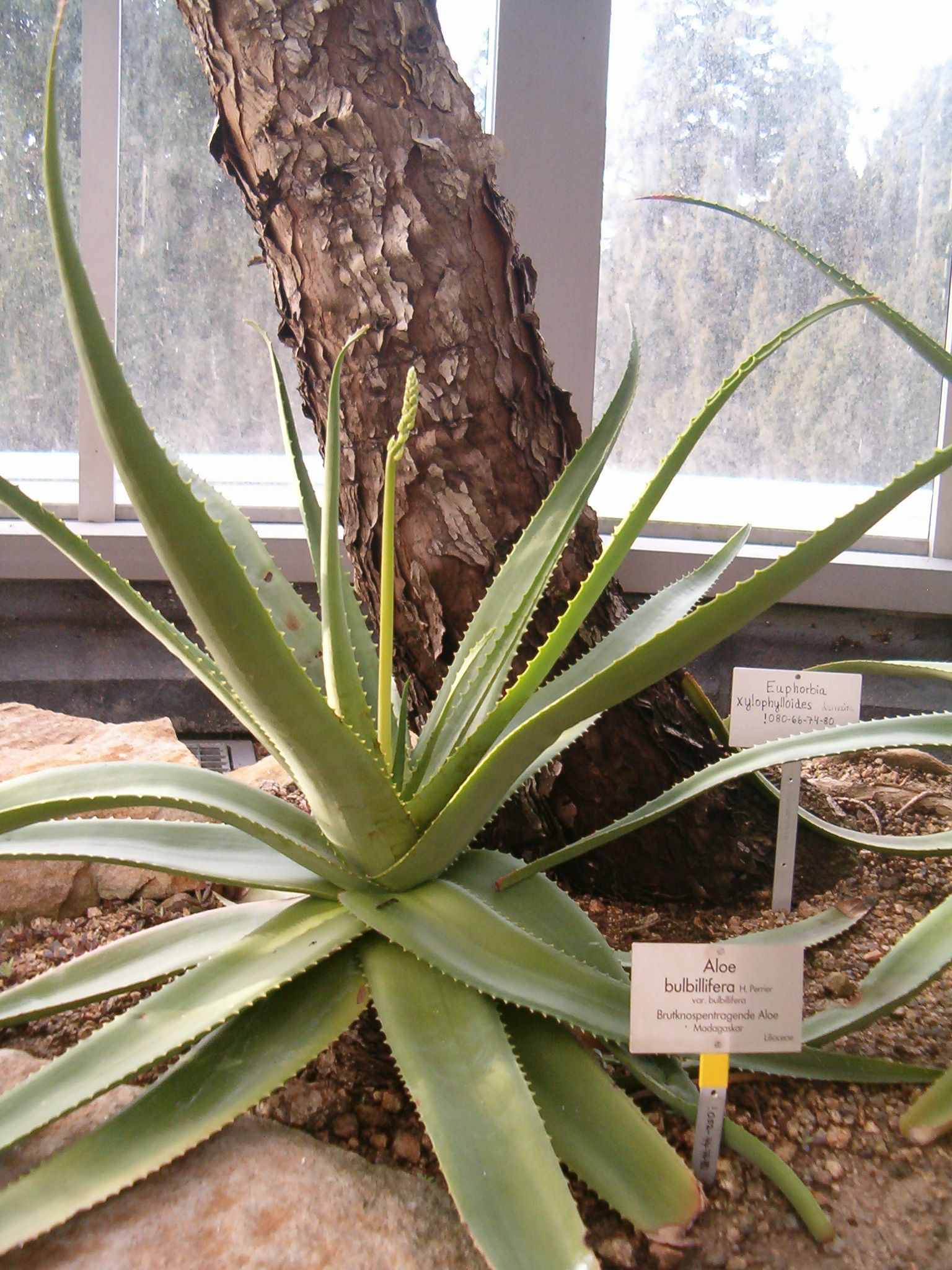
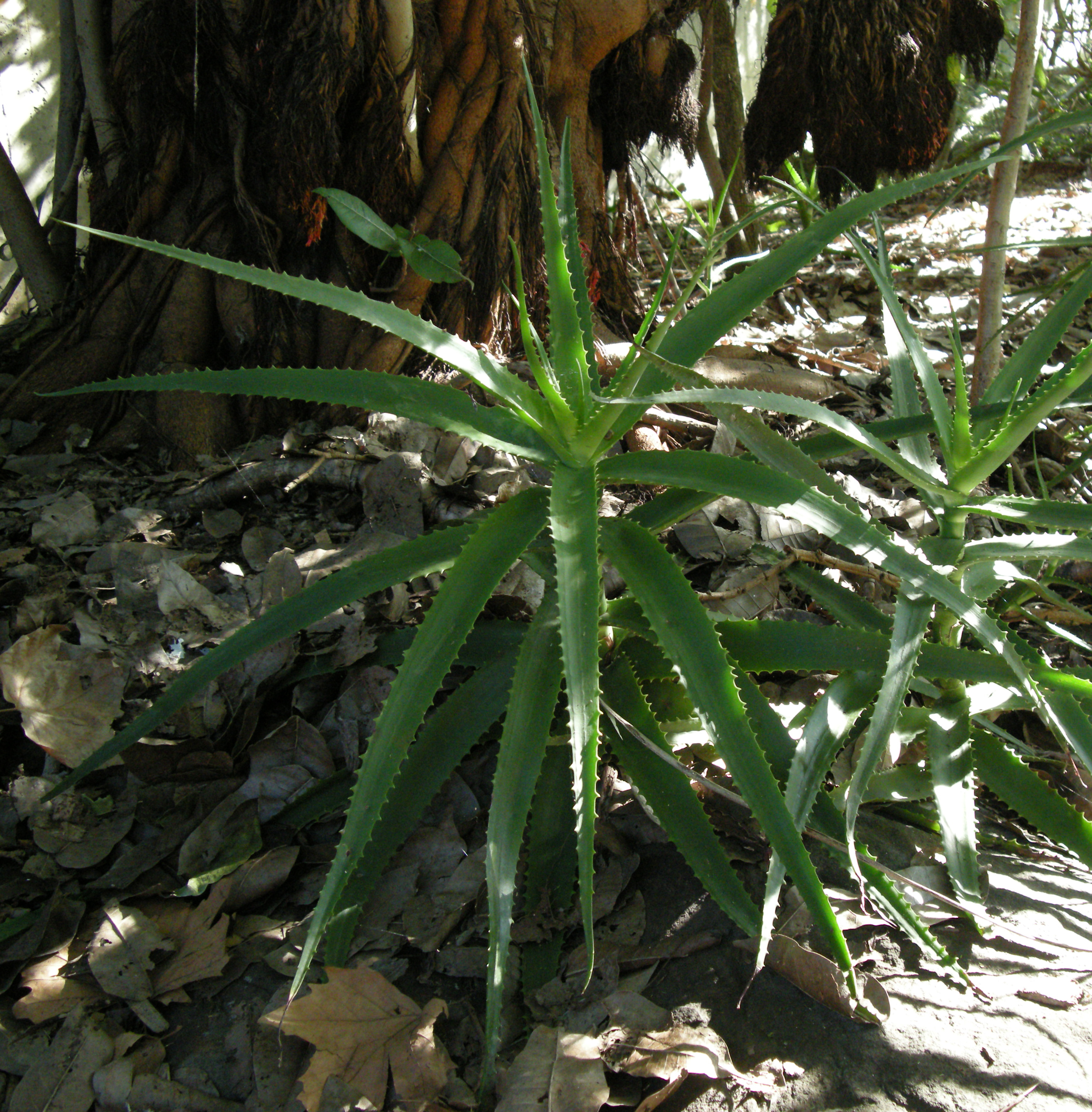
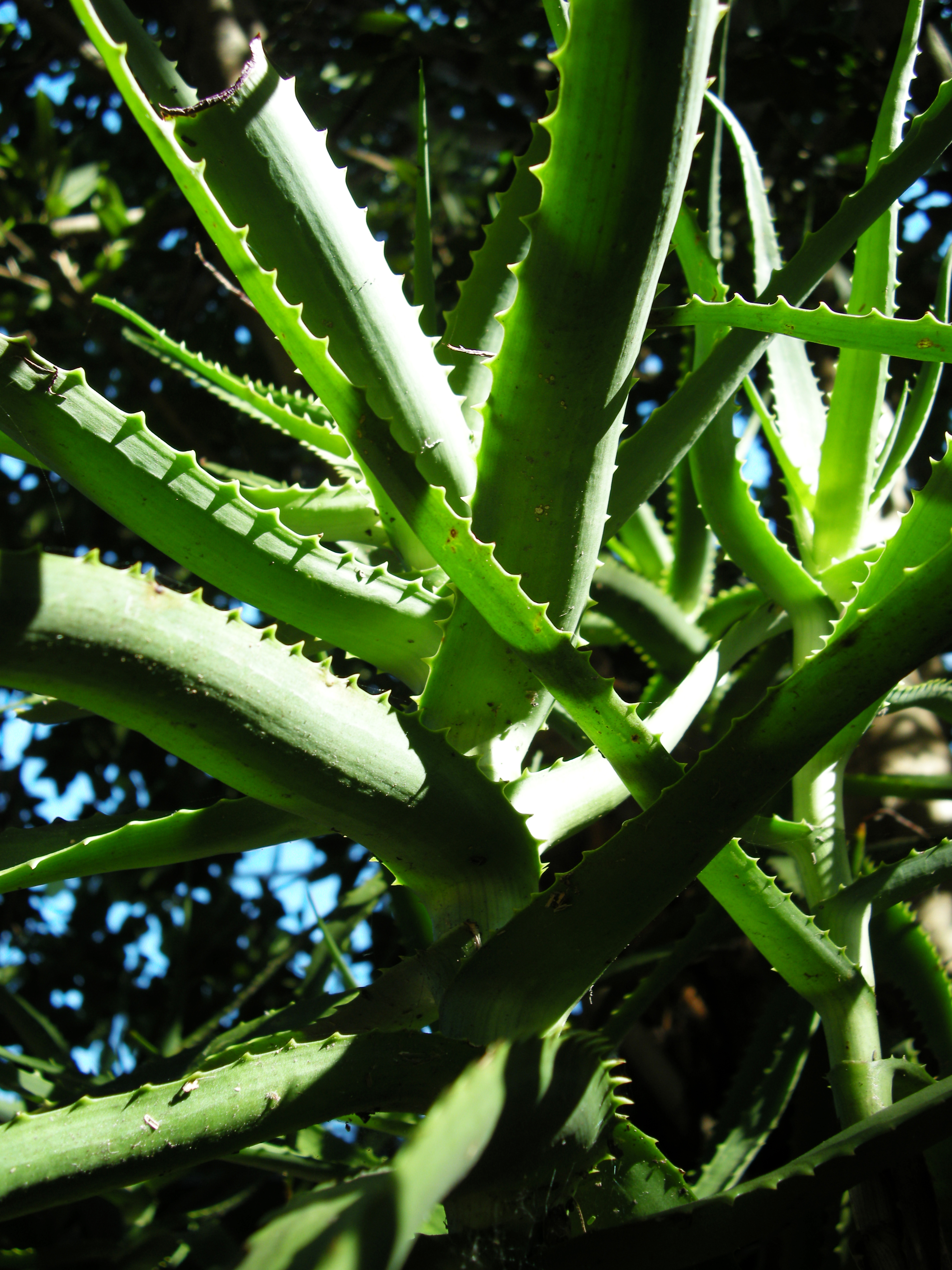